# Kitel (judaizm)

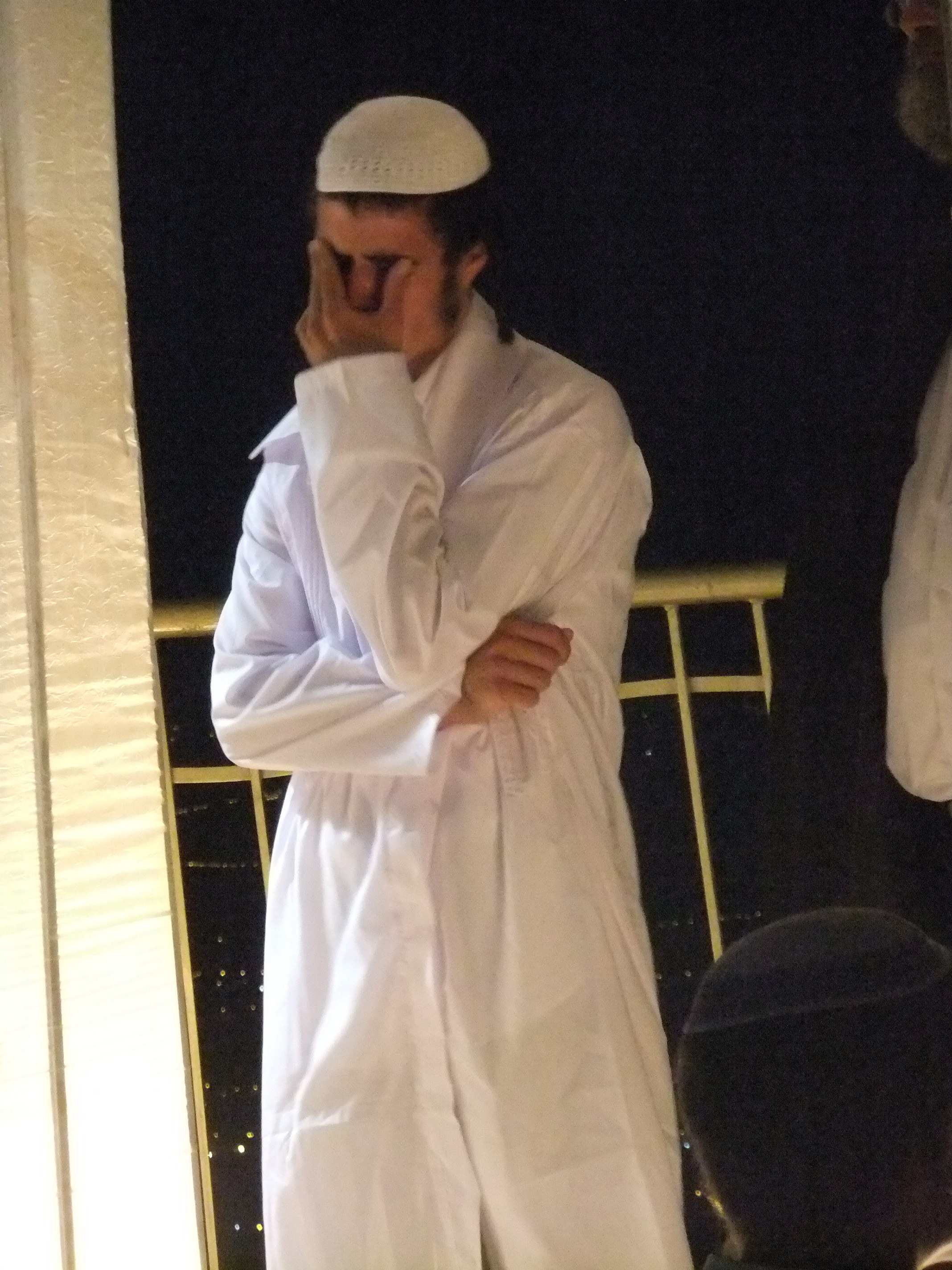
Kitel

Kitel – biała, długa, szeroka i przepasana szata noszona przez Żydów podczas niektórych uroczystości religijnych. W starożytności zakładana w każdy szabat i z okazji wszystkich większych uroczystości. Później używana podczas Rosz ha-Szana, w Jom Kipur oraz przez przewodniczącego w czasie sederu w Pesach, a także przez pana młodego w dniu ślubu, jak również przez ojca dziecka podczas obrzezania. W kitlu niekiedy chowani byli zmarli. W nurcie judaizmu postępowego kitel może być noszony również przez kobiety.